# 新駒林
新駒林（しんこまばやし）は、埼玉県ふじみ野市の町名。現行行政地名は新駒林一丁目から新駒林四丁目。住居表示実施済み区域。郵便番号は356-0030。

## 世帯数と人口
2022年（令和4年）8月1日現在の世帯数と人口は以下の通りである。
| 町丁         | 世帯数    | 人口    |
| ------------ | --------- | ------- |
| 新駒林一丁目 | 270世帯   | 622人   |
| 新駒林二丁目 | 160世帯   | 323人   |
| 新駒林三丁目 | 396世帯   | 890人   |
| 新駒林四丁目 | 221世帯   | 444人   |
| 計           | 1,047世帯 | 2,279人 |

## 小・中学校の学区
市立小・中学校に通う場合、学区（校区）は以下の通りとなる。
| 丁目           | 番地     | 小学校                     | 中学校                   |
| -------------- | -------- | -------------------------- | ------------------------ |
| 一丁目         | 全域     | ふじみ野市立駒西小学校     | ふじみ野市立福岡中学校   |
| 二丁目         | 1番、2番 | ふじみ野市立駒西小学校     | ふじみ野市立福岡中学校   |
| 二丁目         | 3番、4番 | ふじみ野市立さぎの森小学校 | ふじみ野市立花の木中学校 |
| 三丁目、四丁目 | 全域     | ふじみ野市立さぎの森小学校 | ふじみ野市立花の木中学校 |

## 交通

### 鉄道
最寄駅
- 東武東上線
  - ふじみ野駅 (TJ18)
  - 上福岡駅 (TJ19)

### バス
- ふじみん号 Bコース
  - 新駒林二丁目停留所
  - 新駒林三丁目停留所

### 道路
- 埼玉県道272号東大久保ふじみ野線

## 施設
- 新駒林公園
- 鈴木公園